# 4904 Makio
4904 Makio è un asteroide della fascia principale. Scoperto nel 1989, presenta un'orbita caratterizzata da un semiasse maggiore pari a 2,3879503 UA e da un'eccentricità di 0,1311638, inclinata di 10,10992° rispetto all'eclittica.
L'asteroide è dedicato all'astronomo giapponese Makio Akiyama.